# Pere (abat de Sant Quirze, 1321)
Pere fou abat del monestir Sant Quirze de Colera almenys el 1321. L'única notícia que es té d'aquest abat és que apareix en els diferents abaciologis que la crítica històrica ha fet en el decurs del temps.